# 0으로 나누기

꼴의 반비례 그래프. 한 변수의 값이 0에 가까워질수록 다른 변수의 값은 무한대로 발산한다.(=0일 때는 정의되지 않는다.)

0으로 나누기({\displaystyle x\div 0})는 어떤 숫자를 0으로 나누는 나눗셈을 수행하는 것이지만 일반적으로 나눗셈 연산은 0으로 나누는 경우를 정의하지 않기 때문에 수학적 의미는 없다. 어떤 수에 0을 곱하면 0이 된다. 반대로, 0을 0으로 나누면 0을 곱한 결과가 항상 0인데, 0이 어떤 수에 0을 곱한 결과와 같아야 하기 때문이다. 그러한 식이 성립하는 수는 어떤 수에 0의 곱한 결과가 항상 0이므로 모든 수가 되어 그 값을 하나로 정할 수 없다. 이것은 미해결 문제나 연구 금기 사항이 아니며, 단지 값을 정의할 필요가 없을 뿐이다.
몇몇 이론(예: 이원수)이 제한적인 형태로 {\displaystyle x\div 0}와 같은 형태를 정의하기도 하며, 또는 단순히 숫자 값이 아니라 분수 자체를 기호로 사용할 경우도 있다.
컴퓨터 프로그래밍에서는 어떤 수를 0으로 나누는 경우 오류를 발생시키거나, NaN, 또는 무한대를 반환한다. 컴퓨터 프로그래밍은 {\displaystyle A\div B}를 A에 B로 몇 번 뺄 수 있느냐로 인식하기 때문이다. 이 경우 그 몫은 무한대가 되며, 나머지는 없다. 하지만 대부분의 프로그램은 계속 0을 빼 무한 루프에 걸리는 것을 방지하기 위해서 처음부터 지정된 값을 반환한다.

## 개요
나눗셈은 일반적으로 곱셈의 역연산으로 정의된다. 즉, 어떤 {\displaystyle y}와 {\displaystyle z}에 대해
{\displaystyle x\times y=z}
인 {\displaystyle x}가 유일할 때, 나눗셈은
{\displaystyle x=z\div y}
와 같이 정의된다.
이때 {\displaystyle y}가 {\displaystyle 0}일 경우 {\displaystyle x}의 값에 관계없이 {\displaystyle z}는 항상 {\displaystyle 0}이 되고,
{\displaystyle x\times 0=0}
에서 {\displaystyle x}의 가능성은 무한히 많아 하나로 정해지지 않는다. 따라서 {\displaystyle x}는 부정(값을 하나로 정할 수 없음)이다. 만약 {\displaystyle z}가 0이 아니라면, 해당 나눗셈은
{\displaystyle x\times 0=z}
으로 표현할 수 있다. 하지만 모든 수는 0과 곱하면 0이 되므로, {\displaystyle z}가 0이 아닐 때 {\displaystyle x}의 값은 아예 존재하지 않는다(불능).

어떤 수를 {\displaystyle 0}으로 나누는 것은 불가능하지만, {\displaystyle 0}을 {\displaystyle 0}이 아닌 수로 나누는 것은 가능하다. {\displaystyle 0}이 아닌 수로 나누는 것은 그 수의 역수를 곱하는 것이고, {\displaystyle 0}에 어떤 수를 곱해도 {\displaystyle 0}이 되므로, {\displaystyle 0}을 {\displaystyle 0}이 아닌 수로 나눈 결과는 언제나 {\displaystyle 0}이 된다.
또 다른 증명 방법은 A≠0, B=0이라고 했을 때, A/B=C라고 하면 A/0=C가 된다. 0보다 작은 자연수는 없기 때문에 0으로 나눌 때 당연히 나머지가 없으며, A/0=C를 곱셈식으로 바꾸면 C*0=A가 된다. 그러면 0을 곱하면 항상 답이 0이므로 0으로 나눌 수 없다.
이제 A=0, B=0이라고 했을 때, A/B의 값을 알아보자. A/B=x라고 했을 때, 0/0=x가 되어 곱셈식으로 변환하면 x*0=0이 된다. 0에 0을 곱하면 항상 0이므로 이 경우에는 답이 무수히 많게 된다. 따라서 A/B=C라는 식에서 B가 0이면 그 식은 쓰지 못하게 된다.
또한 A/B=C에서 A≠0, B=0일 때를 불능, A=0, B=0일 때를 부정이라고 한다.

## 극한
흔히 {\displaystyle \textstyle {\frac {1}{0}}=\infty }라고 하는 것은 실제로는 {\displaystyle \lim _{x\to 0^{+}}{\frac {1}{x}}=\infty }를 간단히 나타낸 것이다. {\displaystyle \textstyle {\frac {1}{0}}}은 수식으로서는 의미가 없지만, {\displaystyle \lim _{x\to 0^{+}}{\frac {1}{x}}}은 0보다 크면서 0으로 수렴하는 수열 또는 함수 {\displaystyle \textstyle {\frac {1}{x}}}의 극한을 뜻하는 것이므로 0으로 나누기와는 다르다.
이와 비슷한 식인 {\displaystyle \textstyle {\frac {1}{\infty }}=0}도 무한대({\displaystyle \textstyle \infty })가 수가 아니므로 수식으로는 무의미하며, {\displaystyle \lim _{x\to \infty }{\frac {1}{x}}=0}를 간단히 나타낸 것에 불과하다. 참고로{\displaystyle \lim _{x\to \infty }{\frac {1}{x}}=0}을 {\displaystyle \textstyle {\frac {1}{\infty }}=0}으로 간단히 나타낼 수 있는 이유는 무한대를 {\displaystyle x}에 넣으면 되기 때문이다.
{\displaystyle \textstyle {\frac {0}{0}}}은 분수 형태의 극한에서 분자와 분모가 각각 모두 0으로 수렴하는 형태, 즉 {\displaystyle \lim _{x\to a}{\frac {f(x)}{g(x)}}}에서 {\displaystyle \lim _{x\to a}f(x)}와 {\displaystyle \lim _{x\to a}g(x)}가 모두 0인 것을 나타내는 편의적인 기호로 사용된다. 로피탈의 정리에서 이러한 형태의 극한을 구하는 방법이 있고, 마찬가지 의미로 {\displaystyle \textstyle {\frac {\infty }{\infty }}}, {\displaystyle \textstyle 0\cdot \infty } 등도 특수한 극한 형태를 나타낸다.

## 리만 구
리만 구의 집합은 {\displaystyle \textstyle \mathbb {C} \cup \{\infty \}}으로, 이때의 {\displaystyle \infty }는 무한히 멀리 떨어져 있는 점을 의미한다. 여기에서는 {\displaystyle \textstyle {\frac {1}{0}}=\infty }로 정의되며, {\displaystyle \textstyle {\frac {0}{0}}}은 정의되지 않는다.

## 같이 보기
- 분수
- 0
- +0
- -0
- 1